# Super Matsukaze
Le Super Matsukaze (スーパーまつかぜ) est un train express existant au Japon et exploité par la compagnie JR West, qui relie la ville de Tottori à celle de Masuda.

## Gares desservies
Le Super Matsukaze circule de la gare de Tottori à la gare de Masuda en empruntant la ligne principale San'in.
| Nom des gares      |
| ------------------ |
| Tottori            |
| Tottoridaigakumae  |
| Kurayoshi          |
| Hōki-Daisen*       |
| Yonago             |
| Yasugi             |
| Matsue             |
| Tamatsukuri-Onsen* |
| Shinji*            |
| Izumoshi           |
| Nishi-Izumo*       |
| Ōdashi             |
| Nima*              |
| Yunotsu*           |
| Gōtsu              |
| Hashi*             |
| Hamada             |
| Miho-Misumi*       |
| Masuda             |

Les gares marquées d'un astérisque ne sont pas desservies par tous les trains.

## Matériel roulant
Les services Super Matsukaze sont effectués par des rames série KiHa 187 de 2 ou 4 voitures.

## Composition des voitures
Tous les trains sont complètement non fumeurs.
- Série KiHa 187 :

| N° de voiture | 1       | 2           | 3           | 4           |
| Agencement    | Réservé | Non réservé | Non réservé | Non réservé |